# بچکه
بچکه (به مجاری:  Becske) یک منطقهٔ مسکونی در مجارستان است که در نوگراد واقع شده‌است. بچکه ۱۵٫۶۶ کیلومتر مربع مساحت و ۵۱۸ نفر جمعیت دارد.

## خواهرخوانده
شهرهای Koláre, Ojdula و  Hilib  خواهرخوانده‌های بچکه هستند.